# کوه برزوک
 کوه برزوک یک کوه در البرز مرکزی رشته کوه البرز در استان البرز ایران است. این کوه ۳۲۲۴ متر ارتفاع دارد.